# Nodo Unity

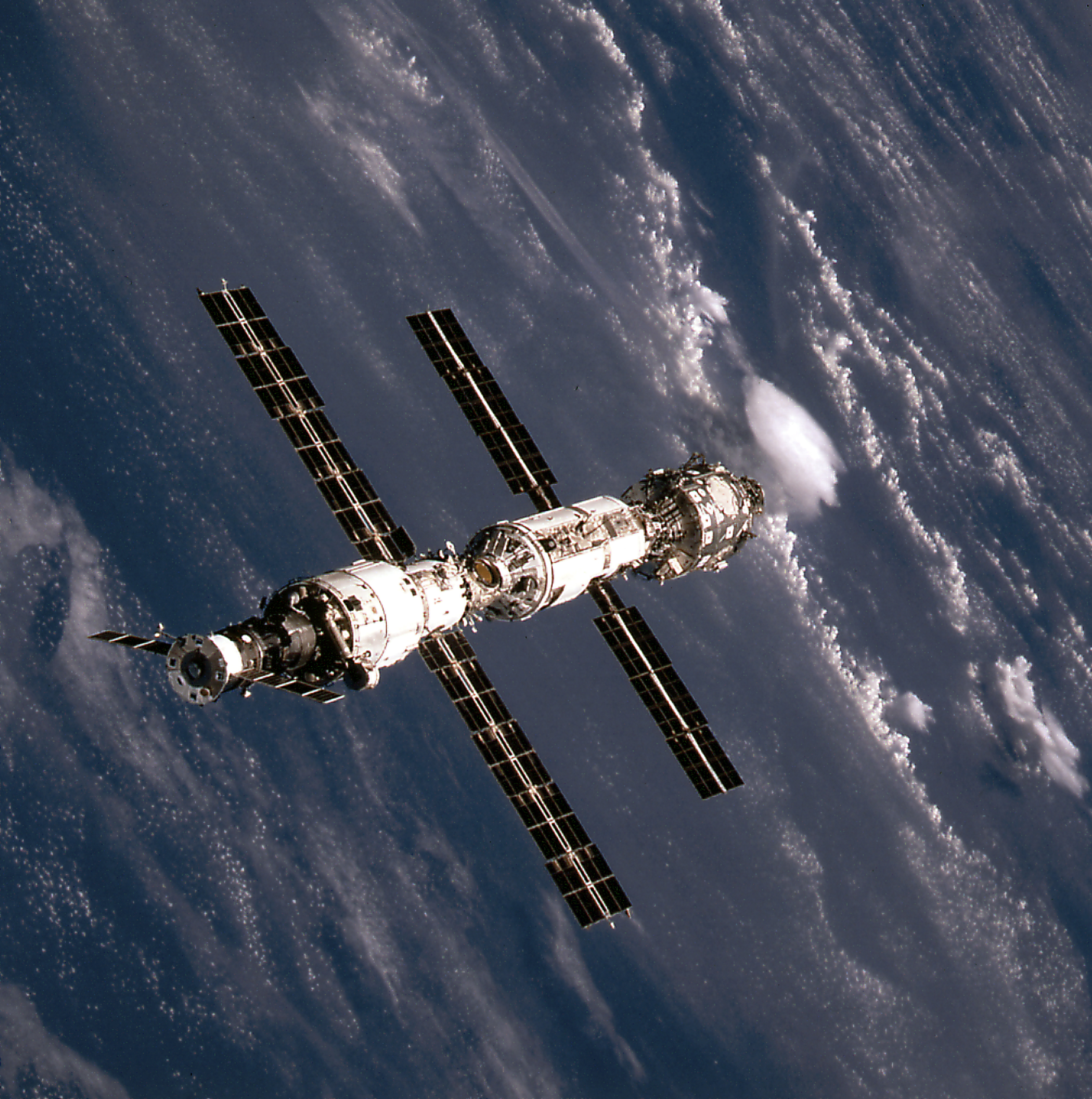
Esta imagen de la Estación Espacial Internacional (ISS) fue tomada cuando el Transbordador Espacial Atlantis (STS-106) se aproximaba a la ISS. A la izquierda se ve una Progress rusa conectada al Zvezda. El Zvezda está conectado al Zarya y finalmente el Unity esta conectado a este.

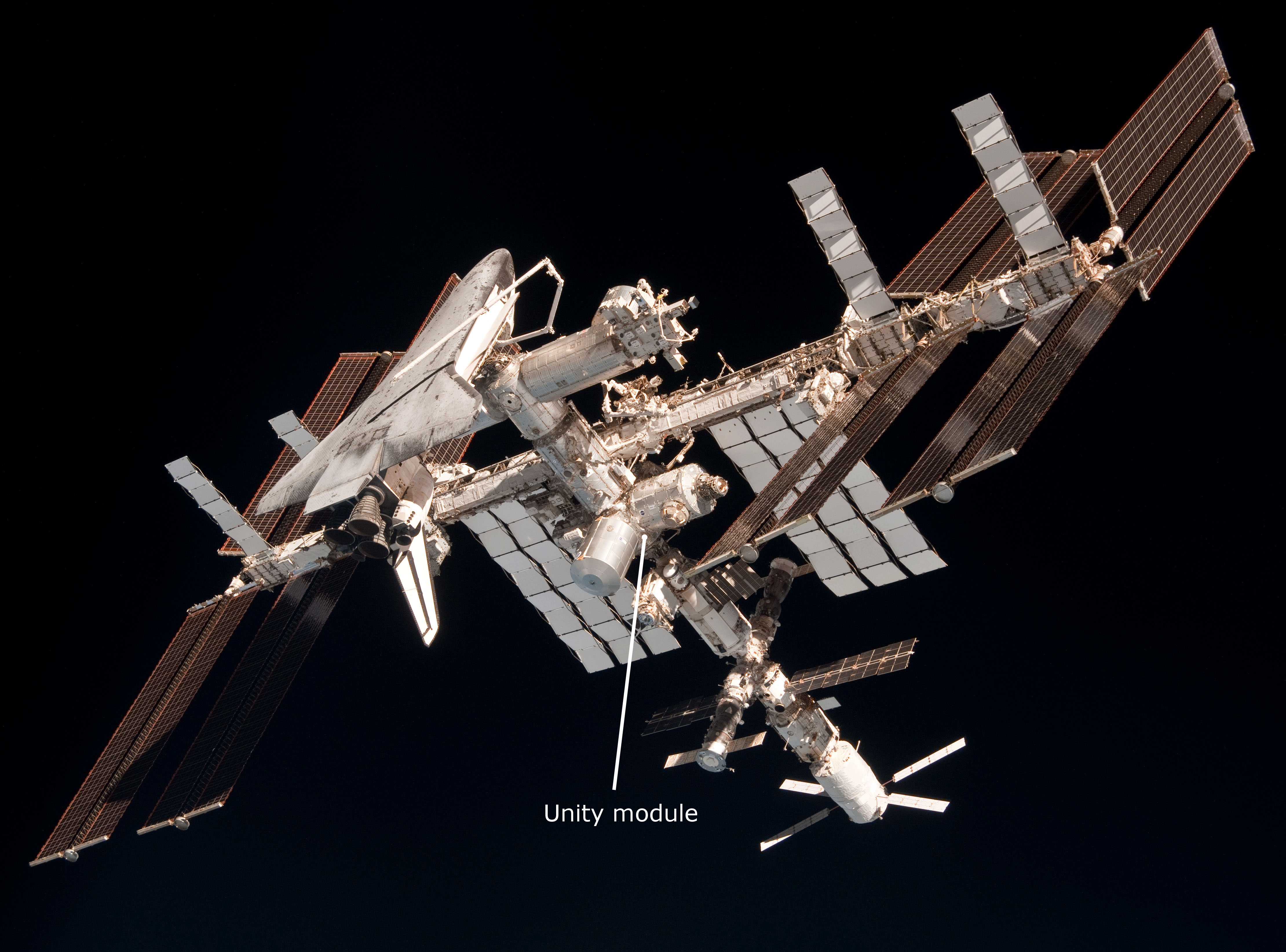
El módulo Unity visto en mayo de 2011

El módulo de conexión Unity, también conocido como Nodo 1, fue el primer componente de la Estación Espacial Internacional (EEI) construido por los Estados Unidos. Conecta los segmentos orbitales ruso y estadounidense, y es donde la tripulación se junta para comer. 
El módulo tiene forma cilíndrica, con seis puertos de atraque (proa, popa, babor, estribor, cénit, y nadir) facilitando conexiones a otros módulos. Unity mide 4,57 m de diámetro, 5,47 m de largo, está hecho de acero, y fue construido para la NASA por Boeing en unas instalaciones en el Marshall Space Flight Center de Huntsville, Alabama. Unity fue el primero de tres módulos de conexión; los otros dos siendo Harmony y Tranquility.

## Lanzamiento y atraque inicial
Unity (junto con los dos PMAs acoplados) fue llevado a la órbita como la carga principal del Transbordador Espacial Endeavour en la STS-88, la primera misión del Transbordador Espacial dedicada a la construcción de la estación. El 6 de diciembre de 1998, la tripulación de la STS-88 acopló el PMA de popa del Unity con el puerto de proa del módulo Zarya. (Zarya, financiado por Estados Unidos y construido por Rusia, fue lanzado unos días antes en un cohete ruso Protón desde Baikonur, Kazajistán.) Esta fue la primera conexión entre dos módulos de la estación.

## Módulos conectados y vehículos visitantes
Unity tiene dos CBMs axiales y cuatro radiales. Además de conectarse al módulo Zarya, Unity está conectado al Módulo de Laboratorio Destiny (añadido en la STS-98), el armazón Z1 (añadido en la STS-92), el PMA-3 (también añadido en la STS-92), y la Esclusa Conjunta Quest (añadida en la STS-104). Durante la STS-120 el módulo Harmony fue atracado temporalmente en la escotilla de babor del Unity. Tranquility, junto con la cupola, fue acoplado al puerto de babor del Unity durante la misión STS-130, y el Leonardo fue añadido en el puerto nadir durante la STS-133.
Además, los Módulos de Logística Multipropósito Leonardo y Raffaello fueron acoplados al Unity en múltiples ocasiones. 
Nadir
| Insignia                | Nave             | Acople                            | Desacople                         |
|                         | STS-97           | 2 de diciembre de 2000 19:59 UTC  | 9 de diciembre de 2000 19:13 UTC  |
|                         | STS-98           | 9 de febrero de 2001 16:51 UTC    | 16 de febrero de 2001 14:05 UTC   |
| Leonardo PMM, 2011-2015 |                  |                                   |                                   |
|                         | Cygnus CRS OA-4  | 9 de diciembre de 2015 14:26 UTC  | 19 de febrero de 2016 10:38 UTC   |
|                         | Cygnus CRS OA-6  | 26 de marzo de 2016 10:51 UTC     | 14 de junio de 2016 11:43 UTC     |
|                         | Cygnus CRS OA-5  | 17 de octubre de 2016 23:45 UTC   | 27 de noviembre de 2016 23:36 UTC |
|                         | Cygnus CRS OA-7  | 22 de abril de 2017 12:39 UTC     | 4 de junio de 2017 11:05 UTC      |
|                         | Cygnus CRS OA-8E | 14 de noviembre de 2017 12:15 UTC | 5 de diciembre de 2017 17:52 UTC  |
|                         | Cygnus CRS OA-9E | 24 de mayo de 2018 12:13 UTC      | 15 de julio de 2018 10:20 UTC     |
|                         | Cygnus NG-10     | 19 de noviembre de 2018 12:31 UTC | 8 de febrero de 2019 14:37 UTC    |
|                         | Cygnus NG-11     | 19 de abril de 2019 11:31 UTC     | 6 de agosto de 2019 13:30 UTC     |
|                         | Cygnus NG-12     | 4 de noviembre de 2019 11:21 UTC  | 31 de enero de 2020 13:10 UTC     |
|                         | Cygnus NG-13     | 18 de febrero de 2020 11:16 UTC   | 11 de mayo de 2020 13:00 UTC      |
|                         | Cygnus NG-14     | 5 de octubre de 2020 12:01 UTC    | Planeado                          |
|                         | Cygnus NG-15     | Planeado                          | Planeado                          |

Frontal
Utilizando el PMA-2
| Insignia | Nave    | Acople                               | Desacople                          |
|          | STS-96  | 27 de mayo de 1999 10:49:42 UTC      | 6 de junio de 1999 02:02:43 UTC    |
|          | STS-101 | 20 de mayo de 2000 04:30 UTC         | 26 de mayo de 2000 23:03 UTC       |
|          | STS-106 | 8 de septiembre de 2000 12:45:47 UTC | 19 de septiembre de 2000 07:56 UTC |
|          | STS-92  | 11 de octubre de 2000 23:17:00 UTC   | 24 de octubre de 2000 20:59:47 UTC |

Sin utilizar el PMA-2 (Recolocado al frente del Destiny durante la STS-98 y luego al frente del Harmony durante la STS-120.)
- Destiny, 2001-presente

Trasero
- Zarya (vía PMA-1), 1998-presente

Estribor
- Quest, 2001-presente

Babor
- Tranquility, 2010-presente

Cénit
- armazón Z1, 2000-presente

## Detalles

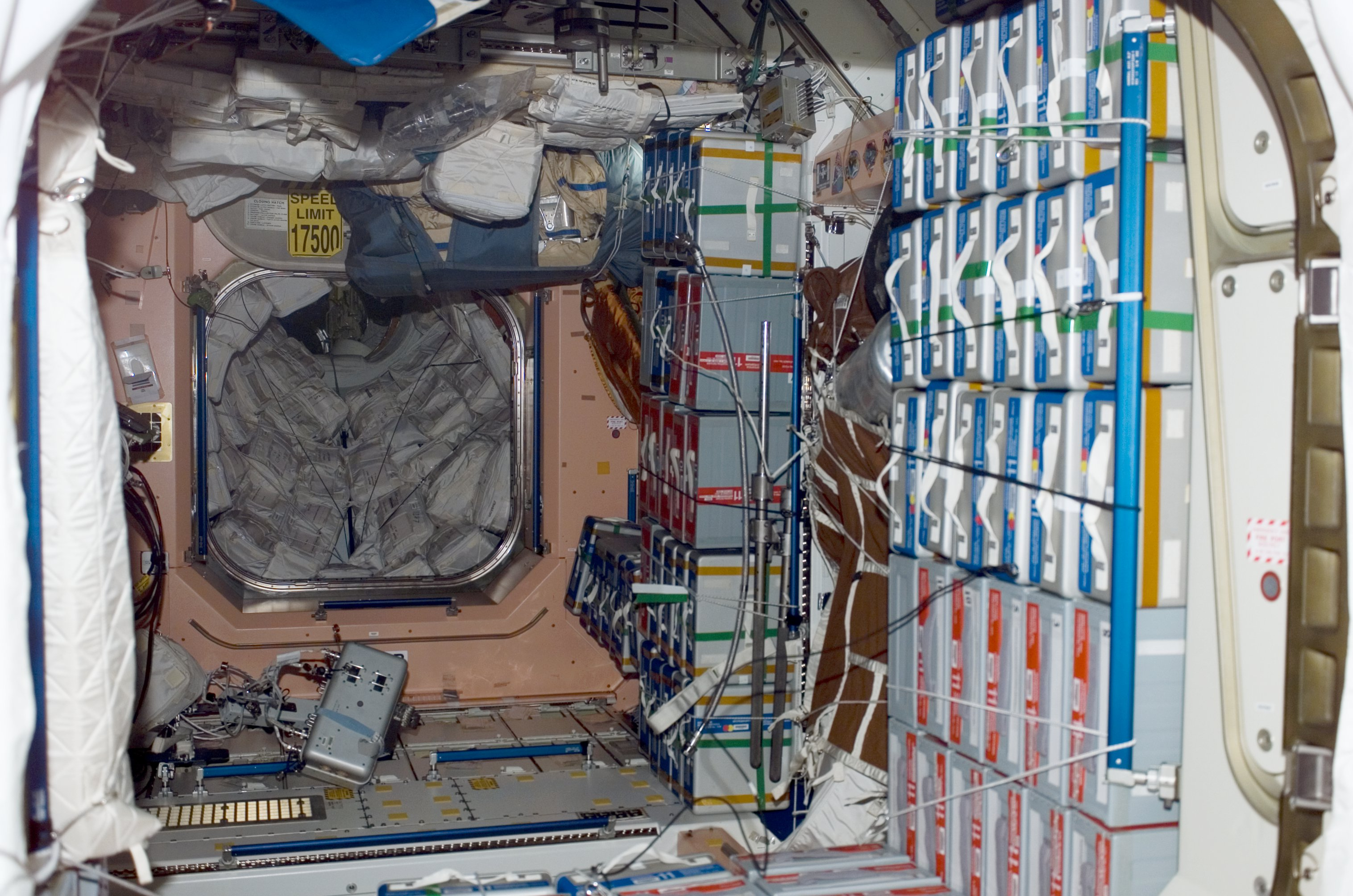
Interior del Nodo 1 en 2005)

Los recursos esenciales de la estación espacial como fluidos, sistemas de control de ambiente y soporte vital, sistemas eléctricos y de datos atraviesan el Unity para proveer a todas las áreas de la estación. Más de 50 000 elementos mecánicos, 216 líneas para fluidos, y 121 cables eléctricos internos y externos que representan cerca de 10 km de cables se han instalado en el nodo Unity. Está fabricado de aluminio y acero inoxidable, o una aleación del aluminio.
Durante la construcción de la estación espacial, un miembro de la tripulación colocó dos señales de límite de velocidad en la escotilla que va hacia el Zarya en 2003, que tenían escrita la velocidad orbital en mph y km/h.
Antes de su lanzamiento a bordo del Endeavour, los Adaptadores de Acople Presurizados (PMAs) cónicos fueron acoplados a los mecanismos frontal y trasero del Unity. El conjunto de Unity y los dos adaptadores pesan unos 11 600 kg. Los adaptadores permiten que los sistemas de acople utilizados por el Transbordador Espacial y los módulos rusos se acoplen a las escotillas del nodo y sus sistemas de atraque. PMA-1 conecta permanentemente el Unity al Zarya, mientras que el PMA-2 sirvió de punto de acople para el Transbordador. Acoplados al exterior del PMA-1 se encuentran los ordenadores, o MDMs, que facilitaron el control del Unity en sus comienzos. Unity también tiene un sistema de comunicaciones rudimentario que permite comunicaciones de datos, video y voz con el Centro de Control de Misión de Houston, para suplementar los sistemas de comunicación rusos durante las fases más tempranas de la construcción. El PMA-3 fue acoplado al puerto nadir del Unity por la tripulación de la STS-92.

## Otros nodos

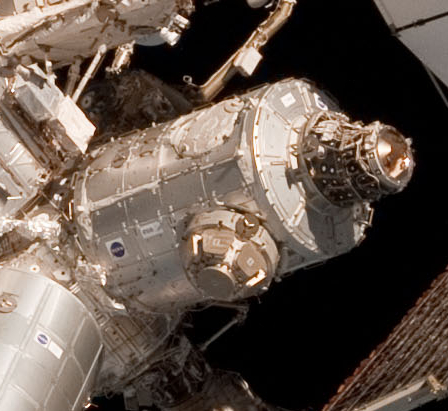
Nodo 3 (Tranquility) en el espacio

Los dos módulos restantes de conexión, o nodos, fueron fabricados en Italia por Alenia Aerospazio, como parte de un acuerdo entre la NASA y la ESA. Harmony (también conocido como Nodo 2) y Tranquility (también conocido como Nodo 3) son un poco más largos que el Unity, midiendo casi 6,4 m en total. Además de sus seis puertos de atraque, cada uno puede contener hasta ocho International Standard Payload Racks (ISPRs). Unity, en comparación, solo puede contener cuatro ISPRs. La ESA construyó los Nodos 2 y 3 como pago parcial por el lanzamiento a bordo del Transbordador del módulo laboratorio Columbus, y otro equipamiento de la ESA.